# ریورساید (تگزاس)
ریورساید، تگزاس (به انگلیسی: Riverside, Texas) یک شهر در ایالات متحده آمریکا با جمعیت ۴۲۵ نفر است که در تگزاس واقع شده‌است.

## موقعیت جغرافیایی
موقعیت جغرافیایی شهرها و مناطق اطراف به شرح زیر است: